# Parapedaliodes phintia
Parapedaliodes phintia är en fjärilsart som beskrevs av William Chapman Hewitson 1877. Parapedaliodes phintia ingår i släktet Parapedaliodes och familjen praktfjärilar. Inga underarter finns listade i Catalogue of Life.